# (5288) Nankichi
(5288) Nankichi (1989 XD) – planetoida z pasa głównego asteroid okrążająca Słońce w ciągu 4 lat i 75 dni w średniej odległości 2,6 j.a. Została odkryta 3 grudnia 1989 roku w Kani przez Yoshikane Mizuno i Toshimasa Furutę.